# Chosenia arbutifolia
Espèce
Synonymes
- Chosenia arbutifolia (Pall.) A. K. Skvortsov[2]
- Chosenia arbutifolia (Pall.) A.Skvorts.[3]
- Chosenia arbutifolia[4]
- Chosenia bracteosa (Turcz. ex Trautv. & C. A. Mey.) Nakai[5] [2]
- Chosenia bracteosa (Turcz. ex Trautv. & C.A.Mey.) Nakai[3]
- Chosenia eucalyptoides (C. K. Schneid.) Nakai[5] [2]
- Chosenia eucalyptoides (F.N.Meijer) Nakai[3]
- Chosenia macrolepis (Turcz.) Kom.[3] [5] [2]
- Chosenia splendida (Nakai) Nakai[5] [2]
- Salix arbutifolia Chosenia arbutifolia (Pall.) A.K.Skvortsov (préféré par NCBI)[4]
- Salix arbutifolia Pall. (préféré par GRIN)[2]
- Salix bracteosa Turcz. ex Trautv. & C. A. Mey.[5] [2]
- Salix eucalyptoides F. N. Meijer ex C. K. Schneid.[5] [2]
- Salix macrolepis Turcz.[3]
- Salix splendida Nakai[5] [2]

Statut de conservation UICN

 VU A1c : Vulnérable
Chosenia arbutifolia est une espèce de plantes à fleurs de la famille des Salicaceae. C'est un arbre natif du Japon, de la Corée, du nord-est de la Chine, de la Sibérie et de l'extrême orient de la Russie.

## Publication originale
- Botanicheskie Materialy Gerbariia Botanicheskogo Instituta imeni V. L. Komarova Akademii Nauk SSSR 18: 43. 1957.